# Charles-Jean-Marie Alquier
Pour les articles homonymes, voir Alquier.
Pour les autres membres de la famille, voir Arthur Alquier.
Charles-Jean-Marie, baron Alquier, né à Talmont (aujourd'hui Talmont-Saint-Hilaire, dans le département de la Vendée) le 13 octobre 1752, mort à Paris (hôtel de la Réunion 8 rue du faubourg Montmartre) le 3 février 1826, est un avocat, magistrat, homme politique et diplomate français  des XVIIIe et XIXe siècles.

## Biographie
Charles-Jean-Marie Alquier est le fils du second mariage de Jean René Alquier, avocat et sénéchal de la principauté de Talmont avec Marie Françoise Thérèse Bonnamy de Bellefontaine. 
Il venait de terminer ses études chez les Oratoriens, lorsqu'il résolut de se destiner à la carrière du barreau.
Franc-maçon, Alquier signe à l'installation de la loge l'Harmonie à La Rochelle (1779) .
Quelque temps avant que la Révolution ne vint changer l'ordre politique de la France, le jeune Alquier remplissait à La Rochelle les fonctions conseiller du roi au présidial, en même temps que procureur du roi au bureau des finances (1785).
Mgr de Crussol d'Uzès, évêque de La Rochelle, ayant vivement attaqué l'édit royal de novembre 1787 qui rendait aux protestants un moyen légal de constater leur état civil, Alquier incrimina le mandement au nom du respect dû à la loi et au roi, et parvint à le faire supprimer par arrêt du parlement.

Ce succès, la libéralité de ses principes, la distinction de son esprit et la solidité de son instruction, le firent choisir pour maire de La Rochelle le 25 avril 1788. Le 29 décembre suivant, à propos de la prochaine convocation des États généraux, il prononça devant le corps de ville, un discours remarquable : « La dignité des deux premiers ordres, dit-il, ne peut-elle donc subsister que par l'asservissement du tiers ? » Il rappela, qu'aux États de 1614, La Rochelle avait eu 4 députés, 1 pour l'ordre de la noblesse et 3 pour le tiers état. Cette attitude lui valut, aux élections du 26 mars 1789, d'être élu par le tiers, le 1er sur 2 ; on fit alors courir le quatrain suivant : 

« Quand des citoyens pour t'élire
Tu vis les suffrages flatteurs,
Alquier, alors tu pouvais dire
Autant de voix, autant de cœurs. »

### Révolution française

#### États généraux de 1789
Aux États généraux de 1789, Alquier se montra le champion des idées nouvelles, et se signala à l'assemblée par son anticléricalisme. Il fit condamner le mandement réactionnaire de l'évêque de Tréguier et obtint l'impression et l'envoi aux départements du mandement de l'évêque d'Angers.
M. Alquier fut chargé, le 22 octobre 1789, par le comité des rapports, de faire l'exposé de la conduite de l'évêque de Tréguier, qui, dans son mandement, était prévenu d'avoir provoqué l'insurrection de la Bretagne contre les décrets de l'assemblée ; aussi cette affaire fut elle instruite devant un tribunal compétent.

#### L'Assemblée constituante (1789-1791)
Le 23 mars 1790, il s'éleva avec énergie contre l'abus que l'on avait fait du contre-seing de l'assemblée en envoyant aux municipalités des ouvrages qui attaquaient les principes et les décrets des représentants de la France.
Il devint membre du comité des colonies, fut chargé de plusieurs missions dans les départements, et passa secrétaire de l'Assemblée constituante le 13 juillet 1790.

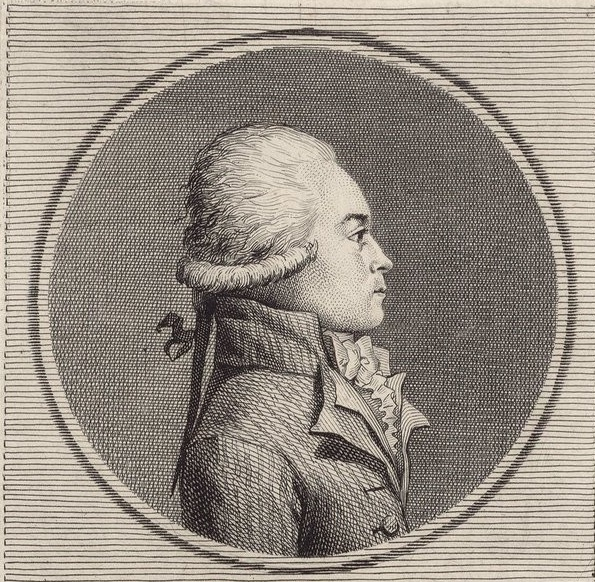
Gravure représentant Alquier.

Dans la séance du 8 janvier 1791, Mirabeau ayant proposé un projet de décret relatif au prompt remplacement des évêques et des curés destitués de leurs offices par leur refus de prêter serment à la constitution civile du clergé, Alquier appuya le projet du grand orateur, et s'exprima en ces termes : « Nous savons qu'on cherche à alarmer le peuple sur le sort de la religion ; qu'après avoir essayé de le soulever pour des opinions politiques, on veut l'armer pour les opinions religieuses. C'est à nous à l'éclairer, c'est à nous à lui apprendre à démêler des complots longtemps réfléchis, à lui faire connaître la constitution qu'il a juré de maintenir et qu'il maintiendra. Je demande à cet effet que l'assemblée charge 4 membres de son comité ecclésiastique de lui présenter une instruction sur la constitution civile du clergé pour être envoyée dans les départemens. »
Le 17 février de cette année, Alquier fit un rapport sur les troubles survenus dans l'île de Tabago, qu'il attribua principalement au commandant Jobal, et défendit avec véhémence Gléfier, Guys et Rosgne, qui avaient fondé un comité patriotique pour faire triompher les principes de la Révolution dans la colonie. Il demanda ensuite et obtint le rappel de Jobal, chef de cette colonie.
Dans la séance du 19, il prononça un nouveau rapport sur la collision sanglante que les premiers décrets de l'Assemblée nationale avaient fait éclater à Nîmes entre les catholiques et les protestants, détermina la formation d'une nouvelle municipalité, provoqua la poursuite des agitateurs qui s'étaient opposés à la proclamation de la loi nationale, et fit annuler les procédures commencées sur les autres événements du mois de juin 1790. À peu près à la même époque, la cherté des grains occasions une révolte à Douai. Alquier, convaincu que les désordres survenus dans cette ville avaient été suscités par des fanatiques ennemis de la constitution, demanda d'abord que la municipalité qui s'était refusée à publier la loi martiale dans ces graves conjonctures, fut appelée à la barre de l'Assemblée pour rendre compte de sa conduite, et que les ecclésiastiques qui, soit par leurs discours, soit par leurs écrits exciteraient le peuple à la rébellion, fussent livrés à la vengeance des lois.
Le 4 avril 1791, il fit décréter qu'on n'exercerait aucune poursuite contre les chefs des assemblées dites catholiques d'Uzès, qui avaient cru devoir se rétracter, mais qu'on renverrait devant la Haute Cour d'Orléans ceux qui persisteraient dans leur esprit de sédition.
À l'époque de l'évasion du roi, on parut craindre que les troupes qui occupaient les départements du Nord et du Pas-de-Calais, sous les ordres de Rochambeau, ne se servissent du prétexte de cet événement pour se mettre en état d'insurrection. Alquier fut alors envoyé dans ces départements avec deux autres membres de l'Assemblée, le duc de Biron et Boulé, pour réprimer les mouvements séditieux qui pourraient s'y manifester. Au retour de sa mission, il annonça à la Constituante que la plus grande insubordination régnait dans le régiment de Beauce, et demanda l'emploi et les moyens les plus expéditifs pour châtier les fauteurs de ce désordre.
Il termina ses travaux dans cette législature par un rapport sur les émeutes de la ville d'Arles, par lequel il proposa d'annuler les arrêtés du département, de blâmer la conduite de l'assemblée électorale, et d'ordonner aux gardes nationales qui étaient en marche de rentrer dans leurs municipalités respectives.

Lors des élections des juges au tribunal de district de La Rochelle, le 22 novembre 1790, Alquier fut choisi, le 2e sur 5, et, à la dissolution de l'Assemblée nationale, fut nommé président du tribunal criminel de Seine-et-Oise. En cette qualité, lorsque les prisonniers d'Orléans furent dirigés sur Versailles, Alquier vint demander à Danton, alors ministre de la Justice, s'il devait les interroger dans les 24 heures :

« >— Monsieur, lui dit-il, on m'assure que les prisonniers de la Haute Cour vont être transférés ce matin à Versailles. La loi exige qu'ils soient interrogés dans les vingt-quatre heures. Je viens vous demander si c'est moi que cette obligation regarde, et si je dois les interroger.
— Monsieur, répondit Danton, il y a, parmi ces gens-là, de grands coupables ; on ne sait pas encore de quel œil le peuple les verra, et jusqu'où peut aller son indignation !
— Monsieur, reprit le président, ce n'est pas des sentiments du peuple à leur égard que je viens vous entretenir ; je m'en rapporte au zèle de la municipalité de Versailles pour faire respecter l'ordre et la loi ; mais je viens vous demander si je dois les interroger.
— M. Alquier, croyez-moi, ne vous mêlez pas de ces gens-là ; il pourrait en résulter pour vous de grands désagréments.
— Monsieur, ce n'est pas M. Alquier qui vous parle, c'est le président d'un tribunal criminel qui vient consulter le ministre de la Justice, et qui lui demande s'il doit ou non interroger.
— Eh bien ! Monsieur, si vous l'aviez dû, le Ministre vous en aurait donné l'ordre ; puisque vous ne l'avez pas reçu, vous devez vous épargner tant de questions et d'inquiétudes. »

À ces mots, Danton tourna le dos au président, et celui-ci sortit de l'audience, persuadé que les prisonniers étaient perdus. Ils furent égorgés au moment où ils passaient la grille de l'Orangerie.

#### Convention nationale
Le 8 septembre 1792, le département de Seine-et-Oise élut, le quatrième sur quatorze, Alquier à la Convention nationale, où il fait partie de la Plaine. Il devient membre du Comité de législation, du Comité des secours publics et du Comité de sûreté générale. Dès le 22 septembre 1792, il est envoyé en mission à Lyon avec Boissy-D'Anglas et Vitet pour apaiser les troubles occasionnés par la nomination du nouveau maire de cette ville. Enquêtant sur les fraudes dans les fournitures à l'armée, il étend ses investigations jusqu'à Montpellier.
Dans le procès de Louis XVI, au 3e appel nominal, Alquier répondit : « Je vote pour la mort ; mais je demande que l'exécution soit différée jusqu'après la signature de la paix, et qu'elle ait lieu au cas d'une invasion des puissances étrangères. » Son rôle fut volontairement assez effacé à la Convention. « À 2 heures, dit un contemporain, il siégeait au Marais et riait avec Vergniaud ; à 3, il était sur la Montagne, donnant la main à Danton, causant avec Saint-Just, et n'applaudissant jamais que du pied. »
Le 25 mars 1793, il est à nouveau élu membre du Comité de sûreté générale, et en avril, il est nommé commissaire à l'armée des côtes de Brest, mais fut remplacé par Cavaignac en mai. On le vit reparaître à la Convention au moment où s'établit le régime de la Terreur. Pendant la durée de cette crise terrible, un sentiment de crainte lui fit adopter alternativement la bannière des diverses factions qui divisaient alors la France. Mais aussitôt que Robespierre eût disparu de la scène politique, Alquier s'éleva contre les crimes commis dans la Vendée, et en accusa le général Turreau. D'avril à juin 1793, il fait partie du comité de sûreté générale. Le 28 mai 1793, il s'abstient lors du scrutin sur la demande du rapport du décret qui avait cassé la Commission des Douze la veille.
Une réputation de lâcheté, semble-t-il justifiée, s'attache à lui depuis son refus de se rendre en Bretagne et en Franche-Comté, régions en insurrection. Il fut également soupçonné de relations avec le baron de Batz, suspect aux yeux de Robespierre.
En octobre et novembre 1793, il est envoyé dans les départements de l'Ouest pour la levée de chevaux, puis immédiatement à l'armée des côtes de Brest pour organiser les troupes à cheval, et il ne rentre à Paris qu'un mois après le coup d'État du 9 thermidor an II.
Il repart, en nivôse an III (décembre 1794), à l'armée du Nord, où il sut se concilier l'estime et la bienveillance des chefs et des soldats. pour l'organisation administrative de la Hollande nouvellement conquise et ne rentre à Paris qu'après messidor an III (juin 1795).
Dès que cette armée se fut emparée de la Hollande, il organisa avec activité les nouvelles administrations, offrit aux représentants bataves, comme gage de l'amitié du peuple français, différents objets d'histoire naturelle et d'arts qui avaient appartenu au stathouder, et prit un arrêté pour assurer la libre navigation de tous les bâtiments de transport dans les canaux et rivières de l'intérieur des Provinces-Unies.

#### Directoire
Le 25 vendémiaire an IV, lors de la mise en activité de la constitution directoriale, le département de Seine-et-Oise l'envoya par 173 voix au conseil des Anciens (et non le Conseil des Cinq-cents comme l'indiquent Robert et Cougny, Dictionnaire des parlementaires français, 1889), dont il fut nommé bientôt secrétaire (21 mars 1795). Le 1er septembre 1796, il demanda la suppression du clergé régulier de la Belgique, et proposa qu'il fût donné à ses membres un traitement suffisant pour subsister. La décision fut conforme à ses désirs.
Il en sortit en mai 1798, comme consul à Tanger, poste qu'il échangea de suite contre celui de chargé d'affaires à Munich auprès de l'électeur de Bavière. Pendant son séjour à Munich, il réclama 14 millions de contributions arriérées qui étaient dues à la République française, demanda que les troupes impériales qui étaient dans les États de l'électeur en sortissent immédiatement, exigea l'exécution la plus prompte de l'armistice, et démentit énergiquement, dans une lettre adressée au baron de Hompesch, le projet de « révolutionner » le duché de Wurtemberg, attribué au Directoire par le gouvernement anglais. Le prince Charles, que l'assassinat des ministres français aux portes de Rastadt avait douloureusement affecté, l'invita à se retirer de Munich, et donna des ordres pour qu'il pût, sous la protection de deux officiers, traverser les lignes autrichiennes jusqu'aux avant-postes de l'armée française, où il arriva en 1799.
Après le congrès de Rastadt, nommé receveur général de Seine-et-Oise, le 9 vendémiaire an VIII, mais il ne tarda pas à se démettre d'un emploi qui ne convenait ni à son goût, ni à la nature de ses connaissances.

### Consulat et Premier Empire
Alquier fut alors désigné pour succéder à son ancien confrère de la Convention, Guillemardet, dans ses fonctions d'ambassadeur auprès de la cour de Madrid, où il fut envoyé le 9 frimaire (30 novembre 1799). Il est favorable au maintien de Mariano Luis de Urquijo au pouvoir alors que le premier Consul compte davantage sur Manuel Godoy pour le soutenir dans sa politique extérieure. Alquier fut chargé de négocier avec cette cour la rétrocession de la Louisiane, en échange de la Toscane érigée quelque temps après en royaume d'Étrurie ; mais un autre eut l'honneur de terminer plus tard cette importante négociation.
Charles IV d'Espagne, par l’intermédiaire de l’ambassadeur Alquier, fit appel au peintre Jacques-Louis David le 7 août 1800, pour réaliser un portrait équestre de Bonaparte, représenté dans le moment où il passe les Alpes au mont Saint-Bernard le 30 floréal an VIII, afin qu’il soit installé dans le salon des « Grands Capitaines » du palais royal de Madrid.
Alquier ne quitta la résidence de Madrid que vers la fin de l'an IX, époque à laquelle Lucien Bonaparte le remplaça.
Il se rendit de là à Florence avec le titre de ministre plénipotentiaire pour traiter de la paix avec la cour de Naples. L'habileté qu'il déploya dans cette conjoncture lui valut les félicitations du gouvernement. Il obtint du royaume de Naples, qui possédait alors l'île d'Elbe, la cession de cette île à la République (Traité de Florence) et le paiement d'une somme de 500 000 francs pour indemniser les Français qui avaient été victimes à Rome des excès de la populace. Le succès de cette négociation le fit revêtir du titre d'ambassadeur à Naples. Il résidait depuis trois ans dans cette cour, lorsqu'on 1804 le ministre Acton, qui dirigeait exclusivement les affaires du cabinet, se permit, dans un entretien diplomatique, de parler de la France en termes peu mesurés. Alquier rompit la conférence, se plaignit à Ferdinand IV, et fit envoyer Acton dans une sorte d'exil. Il continua de résider auprès du roi jusqu'à la fin de 1805. Mais, aussitôt que le souverain eut ouvert les ports de son royaume aux Russes et aux Anglais, au mépris du traité de neutralité qu'il avait conclu un mois auparavant avec la France, l'ambassadeur Alquier se retira sans prendre congé avec tous les fonctionnaires de la légation et du consulat général.

Il alla de là à Rome, où il succéda bientôt au cardinal Fesch en qualité d'ambassadeur auprès du Saint-Siège, le 10 avril 1806. Ses instructions avaient pour objet de continuer la négociation d'une alliance qui avait été commencée par son prédécesseur. L'ambassadeur français ne fut pas longtemps sans s'apercevoir que les prétentions exagérées de Napoléon seraient un obstacle insurmontable à toute conciliation. Dans les rapports qu'il fit parvenir à son gouvernement, il crut devoir développer les motifs de son opinion sur cette affaire. L'Empereur ordonna à son ambassadeur de se rendre immédiatement à Paris. 

« Vous êtes un dévot, M. Alquier, lui dit Napoléon, vous avez voulu gagner des indulgences à Rome.
- Sire, répondit le spirituel diplomate, je n'ai jamais eu besoin que de la vôtre. »

Faute d'avoir au gré de l'empereur auprès du Saint-Père, il fut rappelé. Dans une lettre à un ami, datée de Paris du 7 juin 1806, Alquier ne dissimule pas « le chagrin qui l'accable ; je ne me console pas de ce que l'empereur a paru croire que j'avais négligé mes devoirs... Après 10 ans de service, je suis obligé de vendre mes meubles pour vivre. »
La disgrâce prit fin, car Alquier fut créé, le 21 ou 28 mai 1809, chevalier de l'Empire, et nommé ministre plénipotentiaire à Stockholm (royaume de Suède) en 1810. Sa mission avait pour but d'exiger l'observation la plus rigoureuse du blocus continental, et d'empêcher la Suède d'avoir aucune espèce de relations commerciales avec l'Angleterre. Mais les conditions que
l'Empereur voulait imposer au cabinet de Stockholm compromettaient trop ostensiblement les intérêts de la nation suédoise pour que l'ambassadeur français pût se promettre un succès complet. Cependant, au mois de novembre de cette année, il effraya le roi Charles XIII au point de lui faire déclarer la guerre à la Grande-Bretagne. Toutefois, cette déclaration n'eut aucun résultat. Bernadotte, devenu prince royal de Suède, donna l'exemple de la résistance aux volontés de Napoléon, et communiqua son énergie au souverain dont il était devenu le fils adoptif. Aussitôt que des signes de mésintelligence commencèrent à se déclarer entre les cours de Paris et de Stockholm, Alquier s'éloigna de celle résidence et se rendit au royaume de Danemark comme ministre plénipotentiaire (1811).
Arrivé en 1811 à Copenhague, il y conclut en 1813 un traité d'alliance offensive et défensive qui fut le dernier acte de sa carrière politique.

### Restauration française
Lorsque Louis XVIII le rappela à la première Restauration (juin 1814), il revint à Paris comblé des bontés de Frédéric VI, mais rentra dans la vie privée.
La loi du 12 janvier 1816, qui bannissait les régicides, lui fut appliquée, bien que son vote n'eût pas été compté parmi ceux qui conduisirent Louis XVI à l'échafaud.
Il se réfugia à Bruxelles et y vécut paisiblement, jusqu'en 1818, époque à laquelle il apprit inopinément qu'un de ses anciens collègues à la Convention, Boissy d'Anglas, alors pair de France, lui avait fait obtenir, à son insu, l'autorisation de rentrer dans sa patrie. Cette autorisation porte la date du 14 janvier.
Il mourut à Paris (hôtel de la Réunion, 8 rue du faubourg Montmartre), le 3 février 1826, à l'âge de soixante-quatorze ans, des suites d'une attaque de paralysie et fut inhumé au cimetière du Père-Lachaise (39e division).
Alquier avait de l'esprit, de l'instruction, de la perspicacité ; il avait une grande connaissance des hommes et des choses de la Révolution ; mais sa place n'était point à la Convention nationale. L'aménité de ses mœurs, la souplesse de son esprit, le rendaient plus spécialement propre aux fonctions diplomatiques, qu'il exerça presque toujours avec habileté ; il en donna particulièrement des preuves lors de sa résidence au Danemark : il parvint à maintenir ce royaume dans l'alliance de la France jusqu'à la chute de Napoléon.[réf. nécessaire]

## Titres
- Chevalier Alquier et de l'Empire (lettres patentes du 21 mai 1809 : on trouve aussi le 28 mai) ;
- 1er Baron Alquier et de l'Empire (titre sans lettres patentes théoriquement non transmissible),
  - Titre de baron héréditaire renouvelé et confirmé en faveur du fils, Jean-Charles Alquier, par décret impérial du 5 février 1862. Transmission dudit titre de baron héréditaire confirmé en faveur de Charles-Arthur Alquier, fils aîné du précédent, par lettres patentes du 4 mai 1870.

## Décorations
- Commandant de la Légion d'honneur (25 prairial an XII (1804))[9].

## Armoiries
| Figure | Blasonnement |
|        | Armes du chevalier Alquier et de l'Empire Tiercé en pal d'or à deux étoiles superposées d'azur, de gueules au signe des chevaliers légionnaires ; et d'azur à deux étoiles superposées d'argent.,                                                                          |
|        | Armes du baron Alquier et de l'Empire Parti : au 1er, d'or, à deux étoiles d'azur posées en pal ; au 2e, d'azur à deux étoiles d'argent posées en pal ; au franc-quartier, des barons ministres employés à l'extérieur (de gueules, à la tête de lion arrachée d'argent)., |

## Vie familiale
Unique fils de Jean René Alquier (1707 - La Flocellière ✝ 1758), avocat, sénéchal de la principauté et ville de Talmont, issu de son second mariage (11 janvier 1752 à Maillezais), avec Marie Thérèse Bonnamy de Bellefontaine (née le 1er novembre 1731 - Maillezais), Charles-Jean-Marie Alquier était le cousin germain du général Bonamy.
Alquier épousa, le 30 janvier 1781 à La Rochelle (mariage religieux le 31 en l'église Saint-Barthélémy de La Rochelle), Françoise Émilie Gilbert de Gourville (14 avril 1762 - La Rochelle ✝ 22 avril 1824 - La Rochelle), fille de Jean Gilbert (1733 ✝ 1804), seigneur de Gourville et des Borderies, négociant armateur, juge-garde de la monnaie et conseiller du roi au bureau des finances, et de Jeanne Pelletan (1736-1818). Au fil de sa carrière diplomatique, Alquier abandonnera sa vie conjugale et entretiendra une correspondance avec sa femme demeurée à La Rochelle.

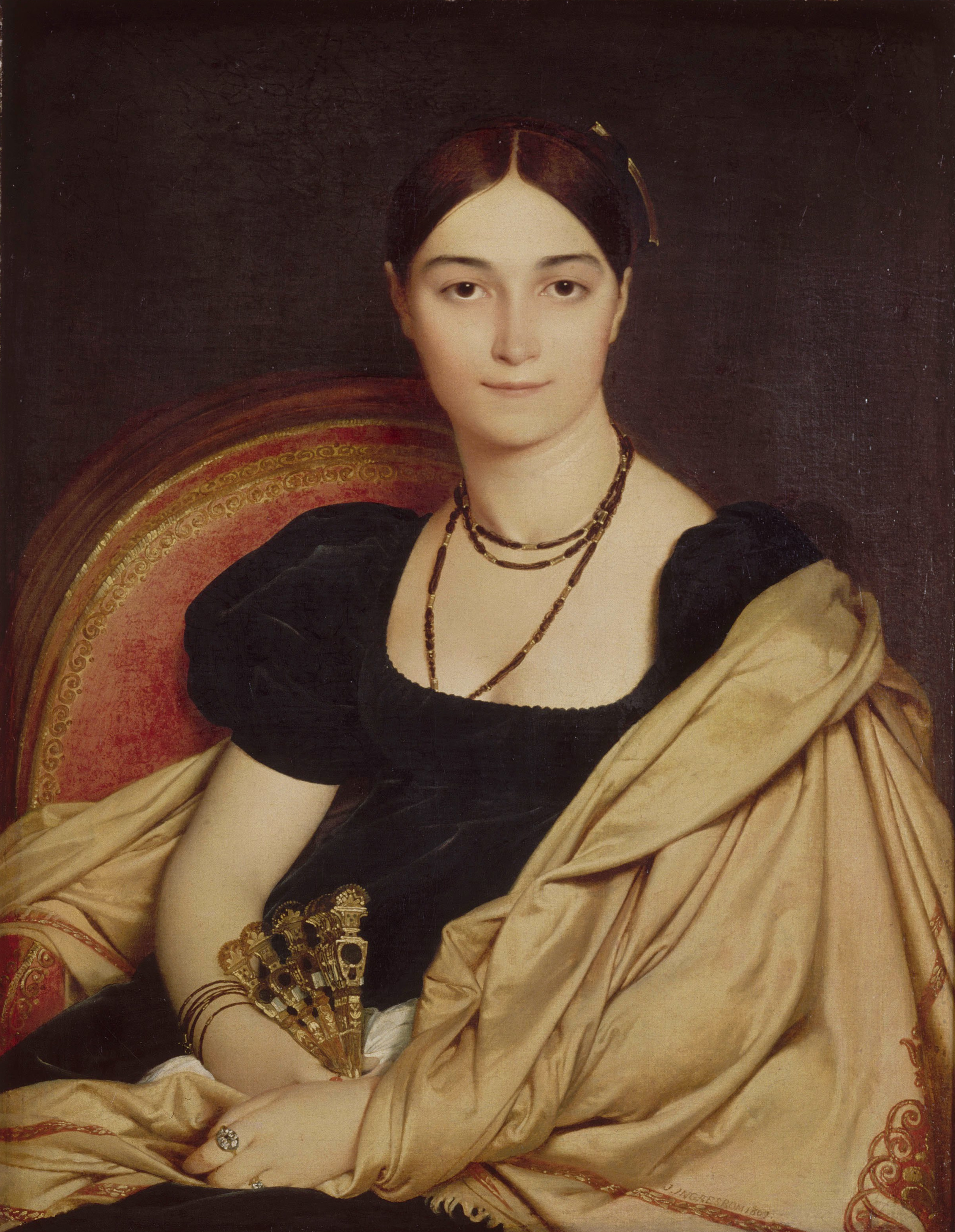
Portrait de Madame Duvaucey
Ingres, 1807
Chantilly, musée Condé

Vers 1802, il fait la connaissance à Naples d'Antoinette de Nittis, épouse de Charles-Louis Duvaucey qui, devenue veuve deviendra sa compagne puis son épouse en 1825, après le décès d'Emilie Gilbert. En 1807, Alquier commande à Ingres, alors pensionnaire de la villa Médicis, le portrait de Madame Duvaucey qui est conservée dans les collections du musée Condé au château de Chantilly. Alquier avait l'année précédente commandé son portrait à Jean-Baptiste Wicar.
De son mariage avec Emilie Gilbert sont nés :
- Emilie Alquier (1781 - Saint-Rogatien ✝ 1861 - La Rochelle), mariée à La Rochelle le 11 mars 1807 avec Gabriel Béraud (La Rochelle 1772 ✝ La Rochelle 1833), maire de Laleu (Charente-Maritime), député de la Charente-Maritime ; d'où postérité
- Agathe Alquier (1783 ✝ 1808 - La Rochelle), mariée avec Gabriel Brunet de Sairigné (1770✝- La Rochelle 1838)  La Rochelle, officier ; sans postérité
- Charles Alquier (1784 - Saint-Rogatien ✝ 1865), 2e baron Alquier (confirmé dans le titre de baron héréditaire de son père par décret impérial du 5 février 1862), chef de bataillon, officier de la Légion d'honneur, marié, le 9 octobre 1826 à La Flocellière (Vendée), avec sa cousine au 2e degré Louise Bonnamy de Bellefontaine (1809 - La Flocellière), fille du général Bonamy; d'où postérité (Arthur Alquier, Louis Victor Alquier)
- Jules Alquier (1787 - La Jarne ✝ 1864 - La Rochelle), capitaine d'infanterie, chevalier de la Légion d'honneur, marié avec Virginie Champion-Labretonnière (1796 ✝ Fonternay-le-Comte 1876). La Rochelle Prosper (né en 1789) ; d'où postérité

De sa relation, puis son mariage avec Antoinette de Nittis, est né :
- Charles Duvaucey (1804 - Naples ✝ 1848 - Paris), négociant, (vécut en Afrique puis en France où il occupa un poste de secrétaire de la reine Marie-Amélie, née princesse de Bourbon-Siciles avant de tenir un commerce de houille à la Villette), épouse Catherine Blumendhal (1816 - Bruxelles ✝ 1886 Paris 17e) ; d'où postérité